# Sudamerlycaste peruviana
Sudamerlycaste peruviana är en orkidéart som först beskrevs av Robert Allen Rolfe, och fick sitt nu gällande namn av Fredy Archila. Sudamerlycaste peruviana ingår i släktet Sudamerlycaste och familjen orkidéer.
Artens utbredningsområde är Peru. Inga underarter finns listade i Catalogue of Life.